# Amina Figarova

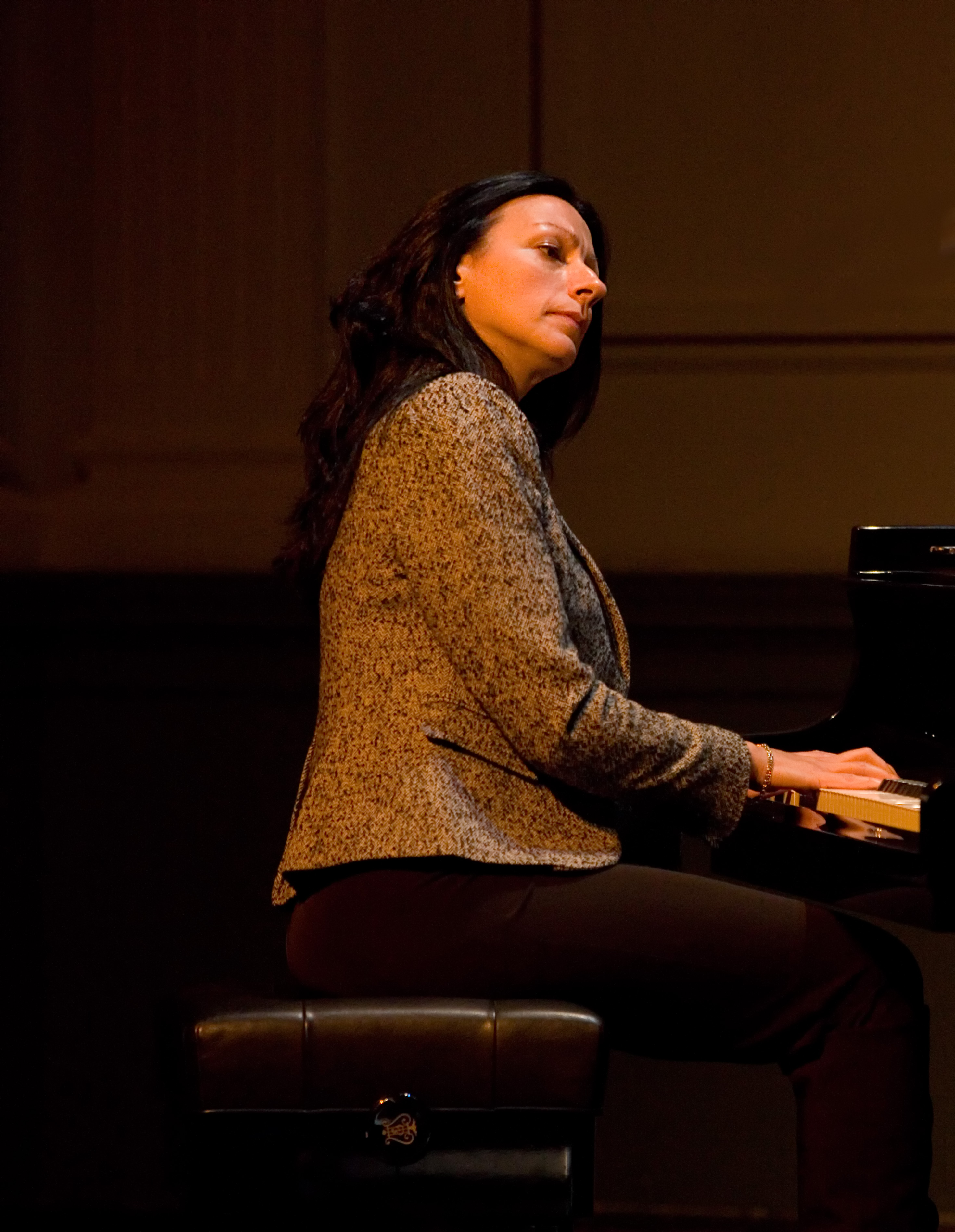
Amina Figarova

Amina Figarova (1964) is een Azerbeidzjaans pianiste en componiste.
Zij heeft zowel een klassieke als een jazz opleiding genoten aan de conservatoria van Bakoe, Rotterdam en Boston. Vanaf 1995 heeft ze een dozijn albums uitgebracht met fusion, gemengd met r&b en funk. Met haar Amina Figarova Sextet heeft ze zowel in Europa als Amerika een grote naam opgebouwd met haar harmonieuze muziek. Ze heeft o.a. opgetreden op het beroemde Newport Jazz Festival en het New Orleans Jazz and Heritage Festival.

## Bron
- Dit artikel of een eerdere versie ervan is (gedeeltelijk) gebaseerd op een lemma van de website www.cultureelwoordenboek.nl , dat onder de licentie Creative Commons Naamsvermelding/Gelijk delen is vrijgegeven.

- Gemeinsame Normdatei: 136532306
- International Standard Name Identifier: 0000 0000 5558 6169
- Library of Congress Control Number: nr2006006322
- MusicBrainz: 3bd7810d-b791-4bda-9cd5-04e9369a3074
- Virtual International Authority File: 59042949
- WorldCat: E39PBJxcQRGDRfgmqTftWVqmh3